# Gare de Lachapelle-sous-Chaux
La gare de Lachapelle-sous-Chaux est une gare ferroviaire située sur le territoire de la commune de Lachapelle-sous-Chaux, dans le département du Territoire de Belfort en Franche-Comté.
Elle est la seule gare intermédiaire de la ligne de Bas-Évette à Giromagny ; celle-ci s'embranche sur la ligne de Paris à Bâle.

## Histoire
La ligne de Bas-Evette à Giromagny a été mise en service en 1883 et fermée au service voyageurs en 1939. Elle a retrouvé une activité voyageurs pendant l'Occupation, en raison du rationnement qui rendait difficile la circulation des véhicules routiers.

## Activité actuelle
La gare est actuellement inexploitée.